# Kanton San Lorenzo
Der Kanton San Lorenzo, auch Kanton San Lorenzo del Pailón, befindet sich in der Provinz Esmeraldas im Nordwesten von Ecuador. Er besitzt eine Fläche von 3051 km². Im Jahr 2022 lag die Einwohnerzahl bei rund 48.400. Verwaltungssitz des Kantons ist die Stadt San Lorenzo mit 23.265 Einwohnern (Stand 2010). Die Bevölkerung besteht größtenteils aus Afroecuadorianern. Daneben gibt es Schwarze (Negros), Mulatten und Mestizen.

## Lage
Der Kanton San Lorenzo liegt im Nordosten der Provinz Esmeraldas. Er erstreckt sich von der Pazifikküste über das ausgedehnte Küstentiefland bis zur Cordillera Occidental. Die nordöstliche Grenze bildet der Río Mira, die südwestliche der Río Santiago, ein rechter Nebenfluss des Río Cayapas. Von San Lorenzo führt die E10 in südöstlicher Richtung nach Ibarra. Die E15 verläuft entlang der Pazifikküste nach Südwesten zur Provinzhauptstadt Esmeraldas.
Der Kanton San Lorenzo grenzt im Nordosten an Kolumbien, im Osten an die Provinz Carchi, im Südosten und im Süden an die Provinz Imbabura sowie im Südwesten an den Kanton Eloy Alfaro.

## Verwaltungsgliederung
Der Kanton San Lorenzo ist in die Parroquia urbana („städtisches Kirchspiel“)
- San Lorenzo

und in die Parroquias rurales („ländliches Kirchspiel“)
- 5 de Junio
- Alto Tambo
- Ancón de Sardinas
- Calderón
- Carondelet
- Concepción
- Mataje
- San Javier de Cachaví
- Santa Rita
- Tambillo
- Tululbí
- Urbina

gegliedert.

## Geschichte
Der Kanton San Lorenzo wurde am 22. März 1978 eingerichtet.
Entwicklung der Einwohnerzahl im Kanton San Lorenzo bei landesweiten Volkszählungen zum jeweiligen Gebietsstand:
| Jahr                    | Einwohner | +/-    |
| ----------------------- | --------- | ------ |
| 1982                    | 21.803    | –      |
| 1990                    | 22.552    | 3,4 %  |
| 2001                    | 28.180    | 25 %   |
| 2010                    | 42.486    | 50,8 % |
| 2022                    | 48.391    | 13,9 % |
| Datenherkunft: Wikidata |           |        |

## Ökologie
Entlang der Pazifikküste erstreckt sich die Reserva Ecológica Manglares Cayapas Mataje. 15 km südöstlich von San Lorenzo befindet sich das Schutzgebiet Refugio de Vida Silvestre La Chiquita. Über den Osten des Kantons erstreckt sich die Reserva Bioantropológica Awá. Im Süden liegt der Nationalpark Cotacachi Cayapas.